# براي (إيطاليا)
براي هي محافظة (بلدية) تتبع مقاطعة بييلا في منطقة بيدمونت الإيطالية ، وتقع على بعد حوالي 80 كيلومتر (50 ميل) شمال شرق تورينو وحوالي 15 كيلومتر (9 ميل) شمال شرق بييلا .ومن عام 2004 لشهر ديسمبر في يوم 31، تم حصر عدد سكانها بـ2434 ومساحتها تقدر بـ9.3 كيلومتر مربع (3.6 ميل2) . 
تقع براي على حدود البلديات التالية : كابريلي و كودجولا و كريفاكوري و كورينو وبورتولا(إيطاليا) و تريفيرو .